# Carlos Colinas
Carlos Colinas Morán (León, 3 marzo 1967) è un allenatore di pallacanestro e dirigente sportivo spagnolo.

## Carriera
Ha guidato il Brasile ai Campionati mondiali del 2010.